# Suquamish
 (novembre 2012).
Si vous disposez d'ouvrages ou d'articles de référence ou si vous connaissez des sites web de qualité traitant du thème abordé ici, merci de compléter l'article en donnant les références utiles à sa vérifiabilité et en les liant à la section « Notes et références ».

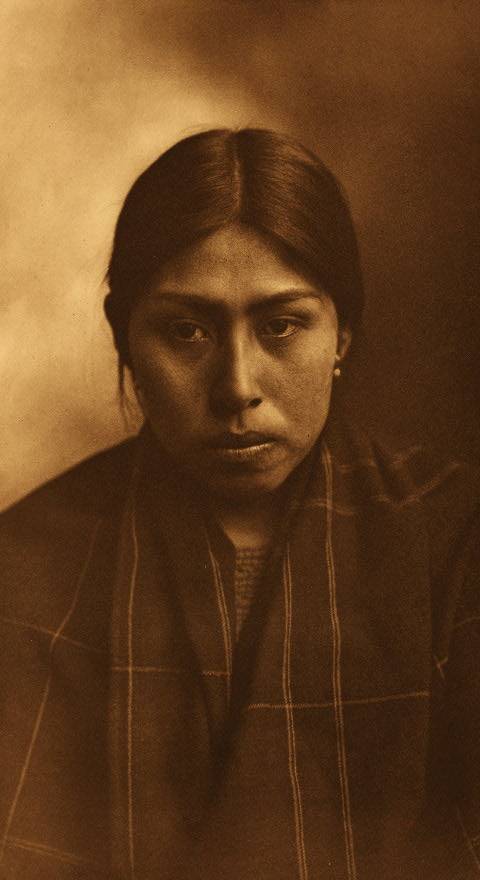
Femme Suquamish photographiée par Edward Sheriff Curtis (1913).

Les Suquamish sont une tribu amérindienne vivant dans l'Ouest de l'État de Washington, aux États-Unis. Le langage fait partie de la famille des langues salish. Les Amérindiens vivaient de la pêche et construisaient de grandes habitations pour se protéger des hivers humides à l'ouest de la chaîne des Cascades. Ils s'installaient traditionnellement sur la rive occidentale du Puget Sound et avaient tendance en hiver à se regrouper dans un même village.
Le premier contact avec les Européens eut lieu en 1792 lorsque George Vancouver explora le Puget Sound. Des contacts plus réguliers débutèrent au début du XIXe siècle avec le début du commerce de la fourrure.
Après la création du Territoire de Washington en 1853, le gouvernement américain commença à signer des traités avec les Amérindiens pour acquérir leurs terres. Le traité de Point Elliot du 22 janvier 1855 permit aux États-Unis de prendre une grande partie des terres.
La tribu a connu deux grands chefs. Le chef Kitsap et le chef Seattle qui est à l'origine du nom de la ville de Seattle.